# Tuolpajärvi (sjö, lat 68,45, long 23,92)
Tuolpajärvi är en sjö i Finland. Den ligger i kommunen Enontekis i landskapet Lappland, i den norra delen av landet, 900 km norr om huvudstaden Helsingfors. Tuolpajärvi ligger 331 meter över havet. Arean är 2,49 kvadratkilometer och strandlinjen är 10,98 kilometer lång. Sjön  ingår i Kemi älvs huvudavrinningsområde. 